# Mondial 250 Bialbero
De Mondial 250 Bialbero is een wegrace-motorfiets die door FB Mondial werd ingezet in de jaren vijftig. De naam "Bialbero" betekent "twee nokkenassen".
Mondial begon al met de ontwikkeling van de 250 Bialbero tegelijk met die van de Mondial 125 Bialbero. Toen het 125cc-model in 1955 Italiaans kampioen werd, kwam de ontwikkeling van de 250 in een stroomversnelling, maar Mondial wedde nog op twee paarden: men ontwikkelde ook een 250cc-tweecilinder door twee 125 Bialbero-blokken te koppelen. 

## 1956
In het seizoen 1956 werd de 250 Bialbero voor het eerst ingezet. Cecil Sandford reed de machine in de TT van Man, maar viel uit. Tarquinio Provini werd achtste in de Grand Prix van België en beiden vielen uit in de GP des Nations. Mondial bleef puntloos in de 250cc-klasse.

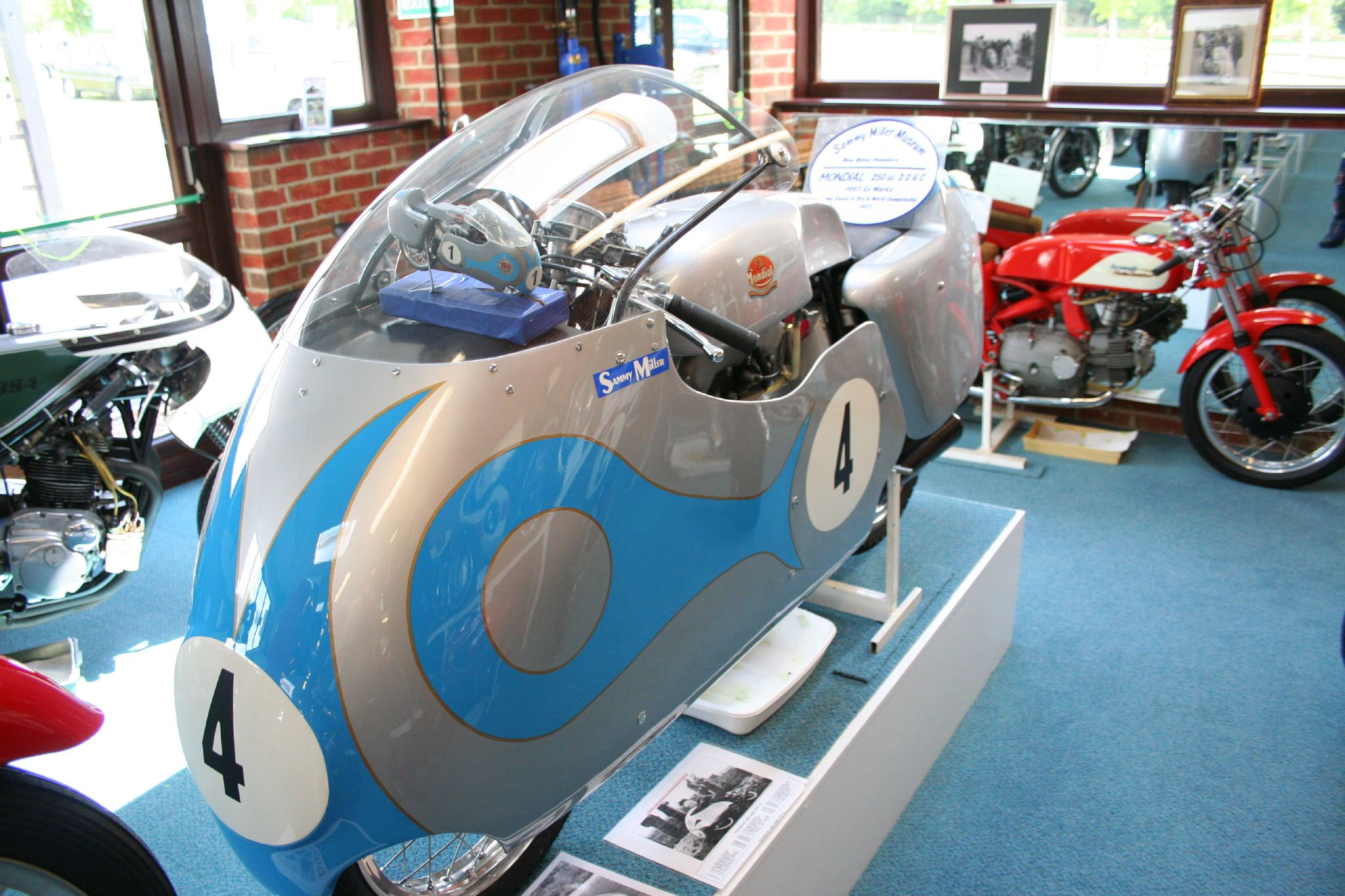
Mondial 250 Bialbero in Sammy Miller's eigen museum in New Milton.

## 1957
In 1957 was de Mondial 250 Bialbero volledig doorontwikkeld. In de winter had ingenieur Alfonso Drusiani met een zesmans ontwikkelingsteam overuren gemaakt. Daarbij werden ze soms zelfs 's nachts bezocht door eigenaar graaf Giuseppe Boselli, af en toe in gezelschap van gasten als Ferrari-motorontwerper Aurelio Lampredi of Maserati-technicus Giulio Alfieri. Zij voorzagen Drusiani van belangrijke informatie om een snelle motor te bouwen. 

### Motor
De Mondial 250 Bialbero was dan ook zeker geen grotere versie van de 125 Bialbero. Die had nog een langeslag-motor, terwijl de 250 Bialbero een boring/slagverhouding van 75 × 56,4 mm kreeg, een zeer korte slag die een veilig toerental van 11.400 toeren per minuut toestond. Het topvermogen van 29 pk werd echter bij 10.800 tpm geleverd. De dubbele bovenliggende nokkenassen werden aangedreven door een tandwieltrein met vijf tandwielen aan de rechterkant van de cilinder en in de cilinderkop nog eens vijf tandwieltjes om de nokkenassen te bedienen. De 125 bialbero had een koningsas voor de inlaatnokkenas en van daaruit een tandwieltreintje voor de uitlaatnokkenas. De kleppen, 40 mm voor de inlaat en 37 mm voor de uitlaat, stonden onder een hoek van 80° en werden gesloten door buitenliggende haarspeldveren. Er werd ook geëxperimenteerd met desmodromische klepbediening zoals Ducati die gebruikte. De cilinder was van gegoten aluminium met een gietijzeren cilinderbus en bevatte een zuiger met twee compressieveren en een olieschraapveer. De compressieverhouding bedroeg 10,5:1 en de krukas was gesmeed bij Hoeckle in Duitsland. De machine had een total loss bobine-ontsteking met dubbele bougies en een 32mm-Dell'Orto SS1-carburateur met aparte vlotterkamer. De machine had een versnellingsbak met naar keuze vijf, zes of zelfs zeven versnellingen. Dat was afhankelijk van de voorkeur van de coureur, maar ook van het circuit. Mondial reed de machine bijna altijd met de zware druppelstroomlijn, zelfs op korte en bochtige circuits. Deze stroomlijnkuip, voor Mondial ontwikkeld door vliegtuigbouwer Aeronautica Macchi s.p.A, was gemaakt van geklopt aluminium en behoorlijk zwaar, zeker met de later toegevoegde "stroomlijnkont" die het slipstreamen door achtervolgers moest tegengaan. Het kuipwerk woog tien kilo. In dat licht beschouwd was het droog gewicht van 110 kg nog alleszins acceptabel.

### Rijwielgedeelte
De machine kreeg een dubbel wiegframe met extra aangeschroefde stangen die vanaf het balhoofd naar beneden liepen om het motorblok op te hangen. De stroomlijnkuip en de tank waren aangepast zodat de coureur helemaal achter het ruitje kon kruipen. Voor was een Oldani-220mm-duplexrem gemonteerd en achter zat een simplexrem, die speciaal voor Mondial was ontwikkeld vanwege de koelproblemen die ontstonden door de stroomlijn. De machine had een 35mm-Marzocchi-telescoopvork en achter zat een swingarm met twee Girling-veer/demperelementen. De wielbasis was 1270 mm.
Graaf Boselli moest nu alleen nog een sterk team samenstellen. Daarvoor koos hij oud-125cc-wereldkampioen Cecil Sandford, drievoudig Italiaans 125- en 175cc-kampioen Tarquinio Provini en de Noord-Ier Sammy Miller.
In de GP van Duitsland moest men de overwinning nog laten aan Carlo Ubbiali met zijn MV Agusta 250 Bialbero, maar in de TT van Man won Cecil Sandford, nadat raceleider Sammy Miller in de laatste ronde bij Governor's Bridge viel en de laatste paar honderd meter moest duwen om toch nog vijfde te worden. In de TT van Assen won Provini, voor Sandford en Sammy Miller, alle drie met de Mondial. Tijdens de GP van België trok MV Agusta haar Italiaanse rijders terug uit piëteit na het verongelukken van Roberto Colombo, maar John Hartle kreeg een MV Agusta waarmee hij de 250cc-race won voor Miller en Sandford, terwijl Provini uitviel. Sandford won de Ulster Grand Prix en Provini de GP des Nations. Aan het einde van het seizoen was Cecil Sandford wereldkampioen, Tarquinio Provini tweede en Sammy Miller derde. Mondial won ook de constructeurstitel. 

## Il momento perfetto
"Het perfecte moment" noemde graaf Giuseppe Boselli later het seizoen van 1957, waarin Provini wereldkampioen werd in de 125cc-klasse. Dit kon nooit meer verbeterd worden. Aan het einde van het seizoen werd hij benaderd door de managers van Moto Guzzi en Gilera, die vanwege de hoge kosten uit het wereldkampioenschap wegrace wilden stappen. Boselli ging akkoord en ook FB Mondial trok zich in dat jaar terug. Voor Mondial waren de kosten ook hoog, en motorfietsen waren niet het belangrijkste product van het bedrijf. De racers werden echter geen museumstukken. Boselli stelde er prijs op ze te conserveren, maar waar mogelijk moesten ze ook rijden. Zo konden Arthur Wheeler, Mike Hailwood, Norman Surtees en Brian Ball en een groot aantal andere privérijders ze nog tot in de jaren zestig gebruiken. Hij hield zelfs de race-afdeling in stand om deze privérijders met Bialbero's en Monoalbero's technisch te ondersteunen. Uiteindelijk hielp hij Oreste Daddario met het opzetten van een Mondial Owner's Club die voor de restauratie en het behoud van de oude racers zorgde.

## Wereldkampioenschap wegrace resultaten 1957
(Races in cursief geven de snelste ronde aan, punten (tussen haakjes) zijn inclusief streepresultaten)
| Jaar | Klasse | Coureur           | 1       | 2       | 3     | 4       | 5       | 6     | Punten  | Plaats | Overwinningen |
| ---- | ------ | ----------------- | ------- | ------- | ----- | ------- | ------- | ----- | ------- | ------ | ------------- |
| 1957 | 250 cc | Cecil Sandford    | DUI 3   | IOM 1   | NED 2 | BEL 3   | ULS 1   | NAT 4 | 26 (33) | 1e     | 2             |
| 1957 | 250 cc | Tarquinio Provini | DUI DNF | IOM DNF | NED 1 | BEL DNF | ULS DNF | NAT 1 | 16      | 2e     | 1             |
| 1957 | 250 cc | Sammy Miller      | DUI -   | IOM 5   | NED 3 | BEL 2   | ULS 2   | NAT 3 | 14      | 3e     | 0             |